# Paulo Pinheiro (ator)
Paulo César Marins Pinheiro  (Espírito Santo do Pinhal, 8 de agosto de 1932 – São Paulo, 19 de janeiro de 1995) foi um ator e dublador brasileiro.

## Biografia
Paulo Pinheiro nasceu no interior de São Paulo, e iniciou a carreira artística no Teatro Brasileiro de Comédia no ano de 1955 na peça Maria Stuart. Na capital paulista atuou em programas das emissoras TV Cultura e Excelsior e, no início da emissora Bandeirantes, atuou em programas infantis.
Em telenovelas atuou ainda em São Paulo na TV Paulista e TV Tupi, até se transferir para a Rede Globo, onde fez parte do elenco de novelas como Sinhazinha Flô, Gina, Cabocla ou A Gata Comeu, entre outras como A Sucessora (reprisada em 2023, interpretou um mordomo dissimulado). Transferiu-se para TV Manchete, mas voltou para a Globo onde fez seu último trabalho em 1991, na novela de Manoel Carlos, Felicidade.
Atuou no cinema em filmes como Independência ou Morte ou comédias de Mazzaropi. Vítima de hepatite, morreu em São Paulo com 62 anos de idade.

### Trabalhos na TV
| Ano     | Novelas                     | Personagem                                                | Emissora      |
| 1963    | O Tronco do Ipê             |                                                           | TV Paulista   |
| ------- | --------------------------- | --------------------------------------------------------- | ------------- |
| 1964    | Tortura d'Alma              |                                                           | TV Paulista   |
| 1972/73 | Jerônimo, o Herói do Sertão | Dr. Jacinto Pedreira                                      | TV Tupi       |
| 1978/79 | A Sucessora                 | António (mordomo)                                         | TV Globo      |
| 1978/84 | Os Trapalhões               | vários personagens                                        | TV Globo      |
| 1979    | Cabocla                     | Gabriel (vigário)                                         | TV Globo      |
| 1980    | Carga Pesada                | Carlinhos episódio: Em nome da santa                      | TV Globo      |
| 1982    | Sítio do Picapau Amarelo    | Episódio: Reinações de Narizinho                          | TV Globo      |
| 1982/83 | Sol de Verão                | Dr. Fernando (médico)                                     | TV Globo      |
| 1983    | Caso Verdade                | Episódio: A Noite dos Insensatos Padre                    | TV Globo      |
| 1983    | Louco Amor                  | Lipe (médico)                                             | TV Globo      |
| 1983    | Mário Fofoca                | Episódio: O Árabe Louco - Leonel Poirot                   | TV Globo      |
| 1983/84 | Voltei pra Você             |                                                           | TV Globo      |
| 1984    | Caso Verdade                | Episódio: O Dia Dele - Fernando                           | TV Globo      |
| 1985    | A Gata Comeu                | Secretário da escola Augusto dos Anjos onde Fábio leciona | TV Globo      |
| 1986    | Selva de Pedra              | Vitório mordomo de Aristides                              | TV Globo      |
| 1987/88 | Bambolê                     | Carlinhos                                                 | TV Globo      |
| 1990    | Fronteiras do Desconhecido  | Episódio: Adelino, Uma Vida de Amor                       | Rede Manchete |
| 1990    | Desejo                      | Promotor                                                  | TV Globo      |
| 1990    | Rainha da Sucata            | Abilio (agiota)                                           | TV Globo      |
| 1991/92 | Felicidade                  | Moreira (motorista da Cândida)                            | TV Globo      |
| 1992/93 | Despedida de Solteiro       | Luiz (gerente do hotel)                                   | TV Globo      |

## Teatro e Cinema
| Ano     | Teatro                                     | Cinema                           | Programa de TV/Rádio                                                     |
| ------- | ------------------------------------------ | -------------------------------- | ------------------------------------------------------------------------ |
| 1955/56 | Maria Stuart                               |                                  |                                                                          |
| 1958    | Ladrão por Engano                          |                                  |                                                                          |
| 1961    | A Compadecida - Personagem: Padeiro        |                                  |                                                                          |
| 1960    | Seis Personagens à Procura de Um Autor     |                                  |                                                                          |
| 1963    |                                            |                                  | Rádio São Paulo: Radionovela A Vida Continua (Rádio) - Atuação e Locução |
| 1965    |                                            |                                  | TV Paulista – Chamas Que Não Se Apagam                                   |
| 1968    | A Cantora Careca                           |                                  |                                                                          |
| 1970    | David, o Rei                               |                                  |                                                                          |
| 1971    |                                            |                                  | Rádio Nacional do Rio de Janeiro: Programa Teatro de Mistério (Rádio)    |
| 1972    | Independência ou Morte Personagem: Vidigal |                                  |                                                                          |
| 1973    |                                            | Caingangue e a Pontaria do Diabo |                                                                          |
| 1976    | Electra                                    |                                  |                                                                          |
| 1977    | O Caso Oppenheimer ‘leitura dramatizada    |                                  |                                                                          |
| 1979    |                                            | A Banda das Velhas Virgens       |                                                                          |
| 1980    |                                            | O Jeca e a Égua Milagrosa        |                                                                          |